# Albert Lilienberg
För andra betydelser, se Albert Lilienberg (olika betydelser).
Albert Lilienberg, född 15 oktober 1879 i Ronneby, död 27 augusti 1967 i Stockholm, var en svensk stadsplanerare. Han var förste stadsingenjör (stadsplanechef) för Göteborg 1907–27 och 1928–44 var han stadsplanedirektör i Stockholm.
Lilienberg avlade studentexamen 1898, utexaminerades från Kungliga Tekniska Högskolan 1903, företog studieresor i främst Tyskland och USA 1903–05, blev anställd som brobyggnadsingenjör i Halmstad 1906, i Malmö 1907 och som förste stadsingenjör i Göteborg 1907. Han var ordförande i Tekniska samfundet och lärare i stadsanläggningslära vid Chalmers Tekniska institut.

## Göteborg

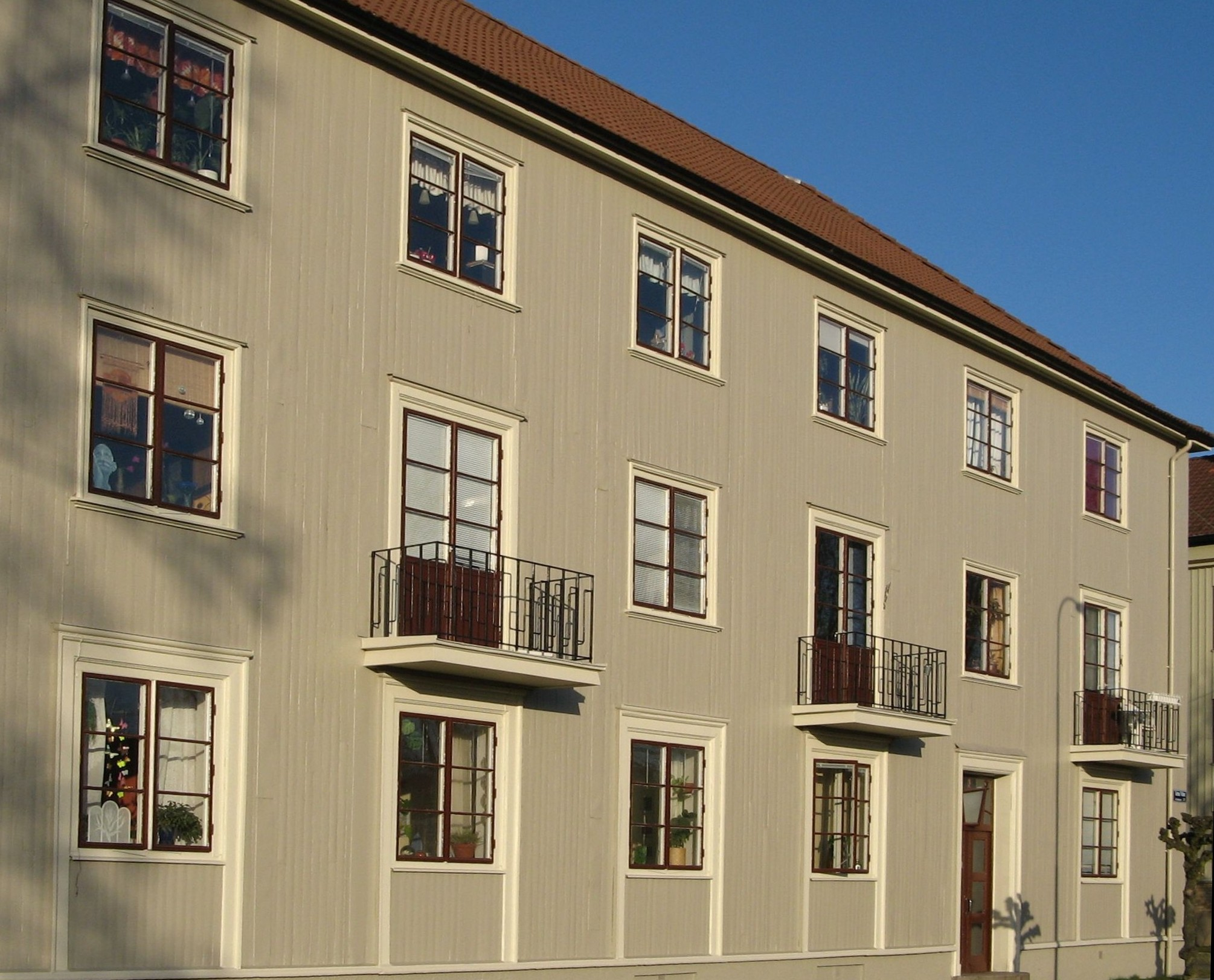
Kvarteret Maskrosen, byggt 1928-34 vid Gröna Vallen i Kungsladugård. På dessa hus döljer den stående panelen det nedre planets stenfasad.

Albert Lilienberg var en av de främsta företrädarna för den österrikiske arkitekten Camillo Sittes stadsplanering. Lilienbergs planer utmärktes av terränganpassning med svängda former, där blicken inte skulle försvinna ”ut i intet”. Han arbetade med Sittes ideal om det “slutna rummet”, där husen ligger placerade nära gatan med trädgårdarna på baksidan. Han lanserade även egna idéer, som att stadsbilden på avstånd var det väsentliga. 
Med Lilienberg började stadsplanekonsten, att övergå till mera teknisk och organisatorisk stadsplanering. Den moderna stadsplaneringen skulle avgöra var man skulle bygga olika typer av bostäder, var industrierna skulle etableras och hur infrastrukturen skulle ordnas.
Lilienberg utarbetade bland annat stadsplaner i Göteborg för Bagaregården (1911), Brämaregården, Gamlestaden, Jakobsdal (1924), Kålltorp (1922) och Lorensbergs villastad samt ursprunget till Götaplatsen (1910). Dessutom planer för Johanneberg (1917), Landala Egnahem (1908), Änggården (1908), Örgryte trädgårdsstad och Kungsladugård (1916) — där de senare anlades i en trädgårdsstads-stil.
Lilienberg tillhörde i Göteborg det så kallade Lördagslaget, som samlades om lördagarna bland annat för att dryfta politiska frågor. Sällskapet räknade bland andra: Henrik Almstrand, Leonard Jägerskiöld, Ernst Hagelin, Otto Sylwan, Ludvig Stavenow, Axel Romdahl, Evald Lidén, Otto Lagercrantz, Axel Nilsson, Erland Nordenskiöld, Gösta Göthlin och Erik Björkman samt Peter Lamberg.

## Stockholm

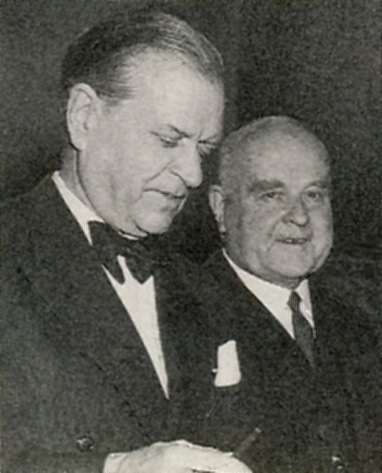
Albert Lilienberg med Sven Markelius (till vänster). Foto från omkring 1955.

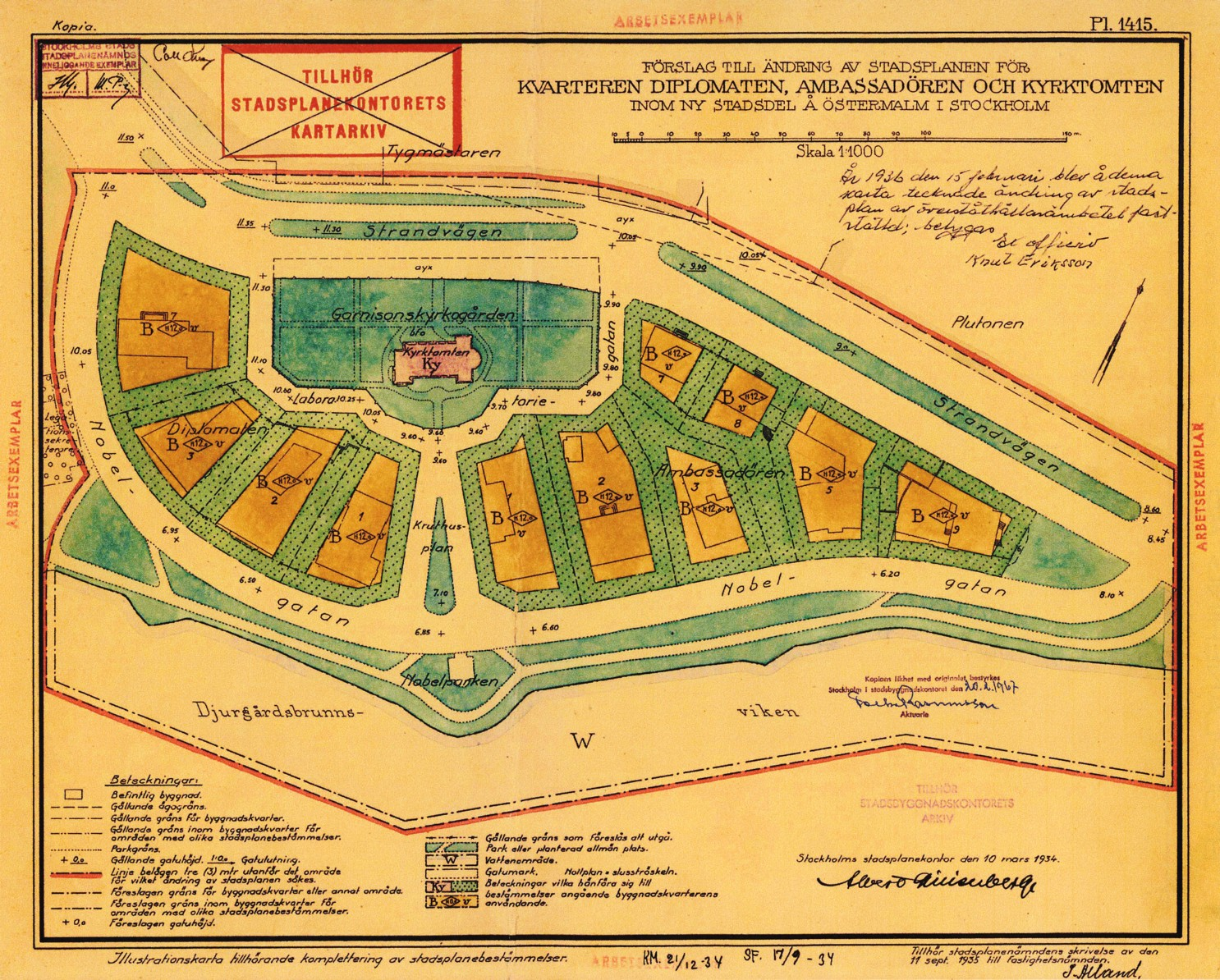
Stadsplan 1934 för kv Diplomaten, kv Ambassadören och kv Legationssekreteraren inom Diplomatstaden i Stockholm.

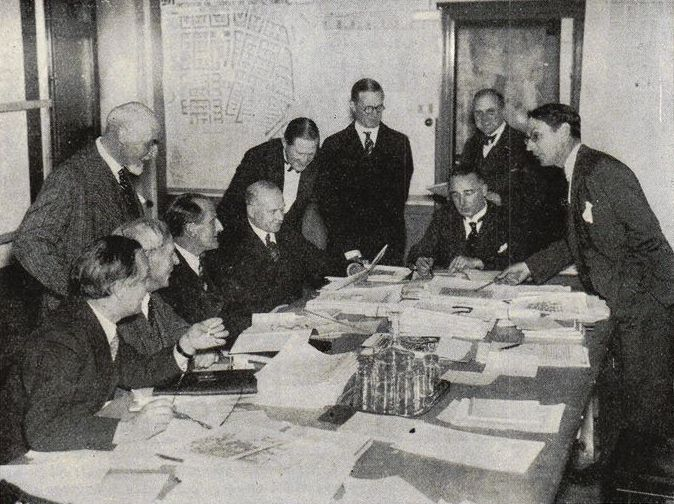
Den stora stadsplanetävlingens prisnämnd granskar de inkomna förslagen: fr. v. professorerna Asplund, Östberg och Janssen (stående), arkitekt Peplar, stadsplanedirektör Lilienberg, redaktör Ahlbin, professor Bergsten, borgarrådet Sandberg (prisnämndens ordförande), arkitekt Holmberg (stående) och borgarrådet Yngve Larsson (nämndens vice ordförande).

Som nytillträdd stadsplanedirektör lade Lilienberg år 1928 fram en generalplan, som blev startskottet för debatten inför 1945 års beslut om Norrmalmsregleringen. Lilienbergs förslag innebar en förlängning av Sveavägen ända fram till Gustav Adolfs Torg i linje med de gamla planerna från Albert Lindhagen och Nicodemus Tessin d.y., något som emellertid inte genomfördes vid regleringen. 
Den 4 maj 1944 lämnade Lilienberg sin tjänst på egen begäran. Kort tid innan hade en inflytelserik markexploatör i staden anmält för borgarrådet Yngve Larsson, att Lilienberg bett att få låna en större summa pengar av honom. Till efterträdare utsågs Sven Markelius.
Till Lilienbergs arbeten för Stockholm hör även stadsplanerna för Norra och Södra Ängby i Bromma som han tog fram i samarbete med stadsplaneavdelningens arkitekt Thure Bergentz. Vid sidan av sina insatser i Göteborg och Stockholm utförde Lilienberg fler än 60 stadsplaner för andra städer och samhällen i Sverige.
Lilienberg var ordförande för Svenska kommunaltekniska föreningen från 1929 och ledamot av Statens kommitté för byggnadsforskning från 1942. Han var som stadsplanedirektör även ledamot av Tunnelbanedelegerade 1940.

## Utmärkelser
Riddare av danska Dannebrogsorden; Sankt Olavs orden av första klassen; riddare av Nordstjärneorden (1923); riddare av Vasaorden av andra klassen den 6 juni 1942 och hedersledamot i Royal Town Planning Institute i London (1914).

## Familj
Albert Lilienberg var son till häradshövding Albert Lilienberg och hans andra hustru Tekla, född Viklund 1858 i Östersund. Gift 1:o 1909–25 med arkitekt Ingrid Wallberg, dotter till fabrikör Alfred Wallberg och Lotten, född Ericson och 2:o från 1928 med Ingrid Maria Uhr – i hennes andra gifte – dotter till apotekare David Uhr och Malin, född Svensson.

## Bildgalleri, stadsplaner för Stockholm i urval

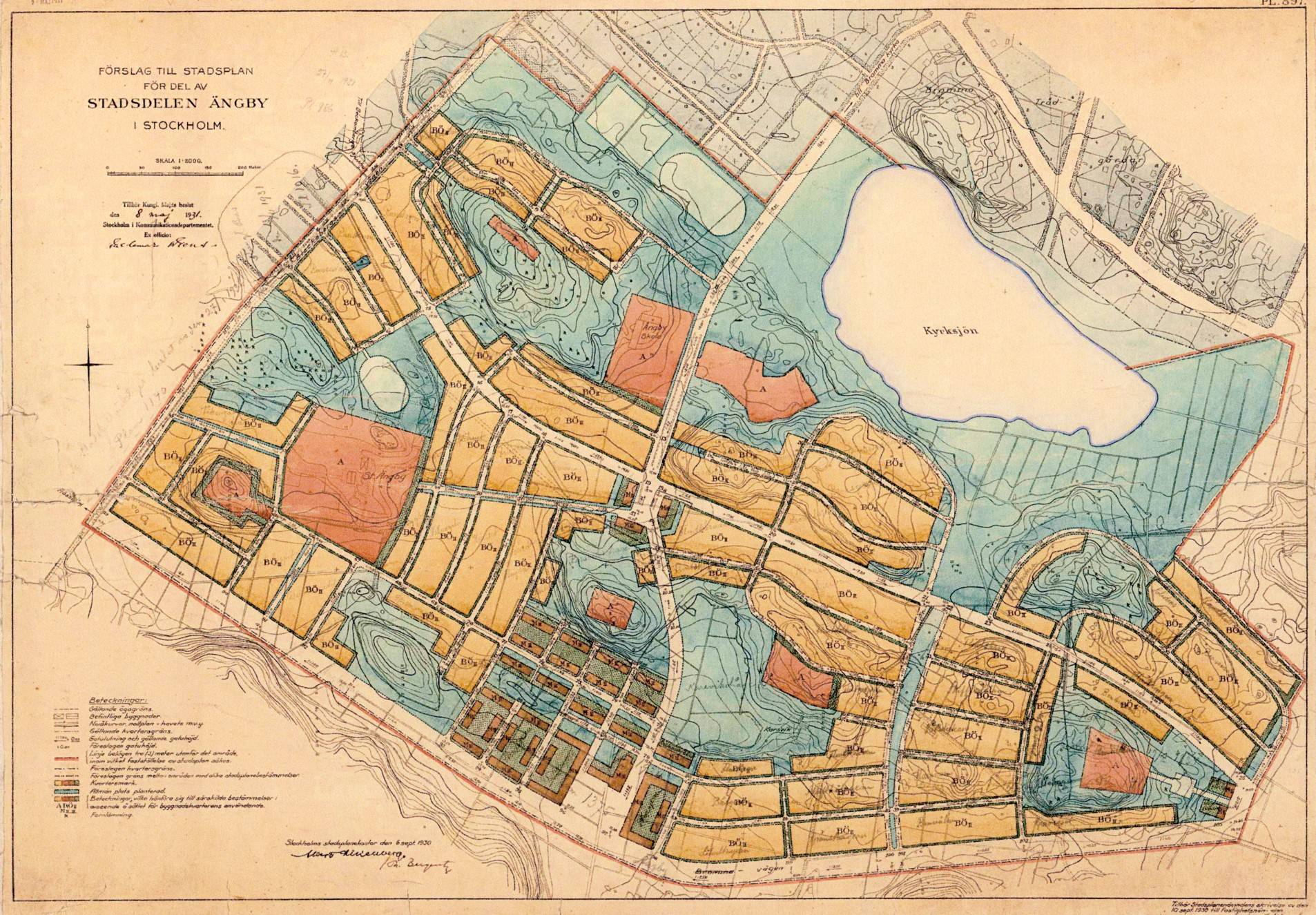
Stadsplan 1930 för Norra Ängby i Stockholm.
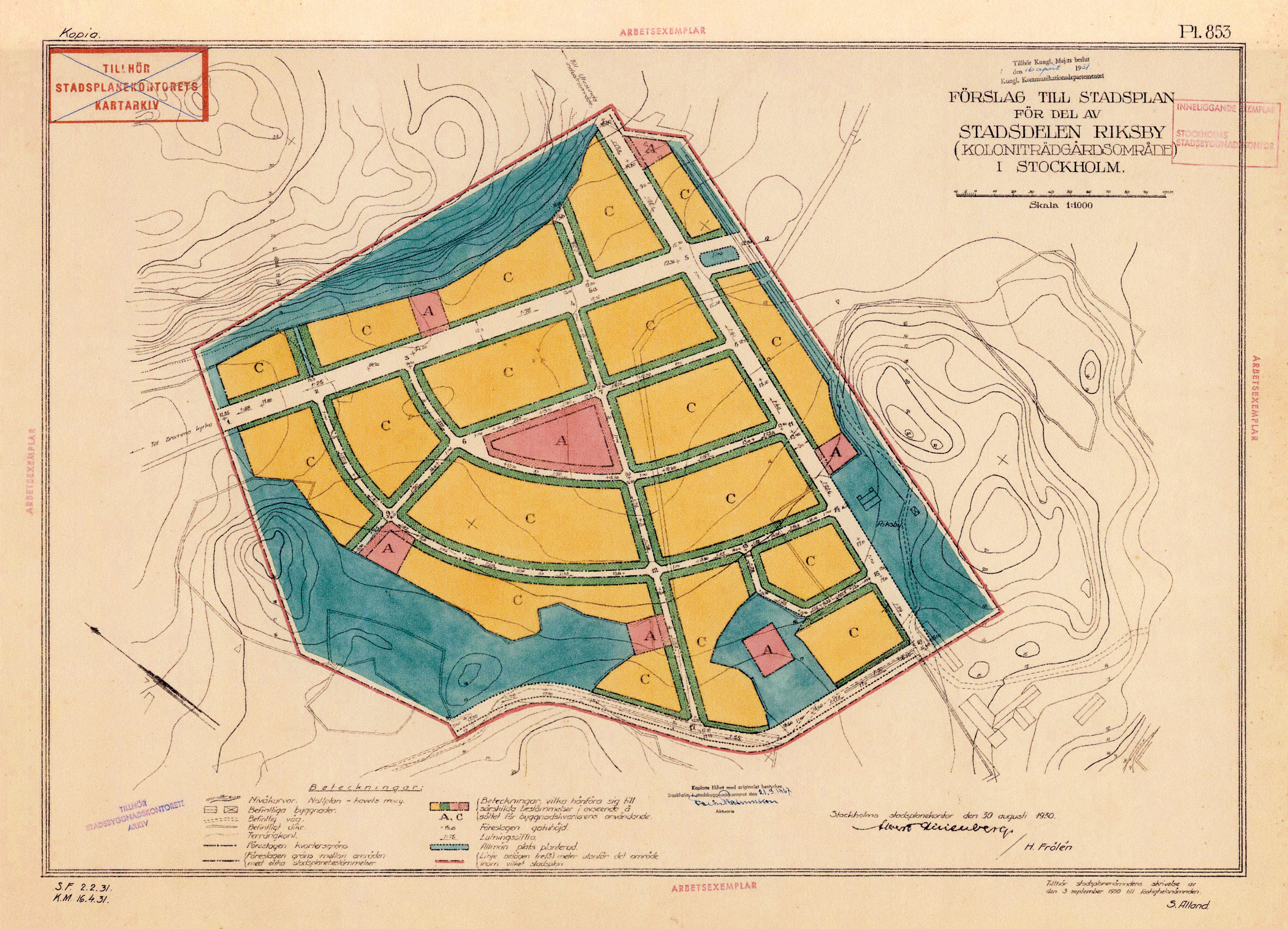
Stadsplan 1930 för Riksby koloniträdgårdsområde.
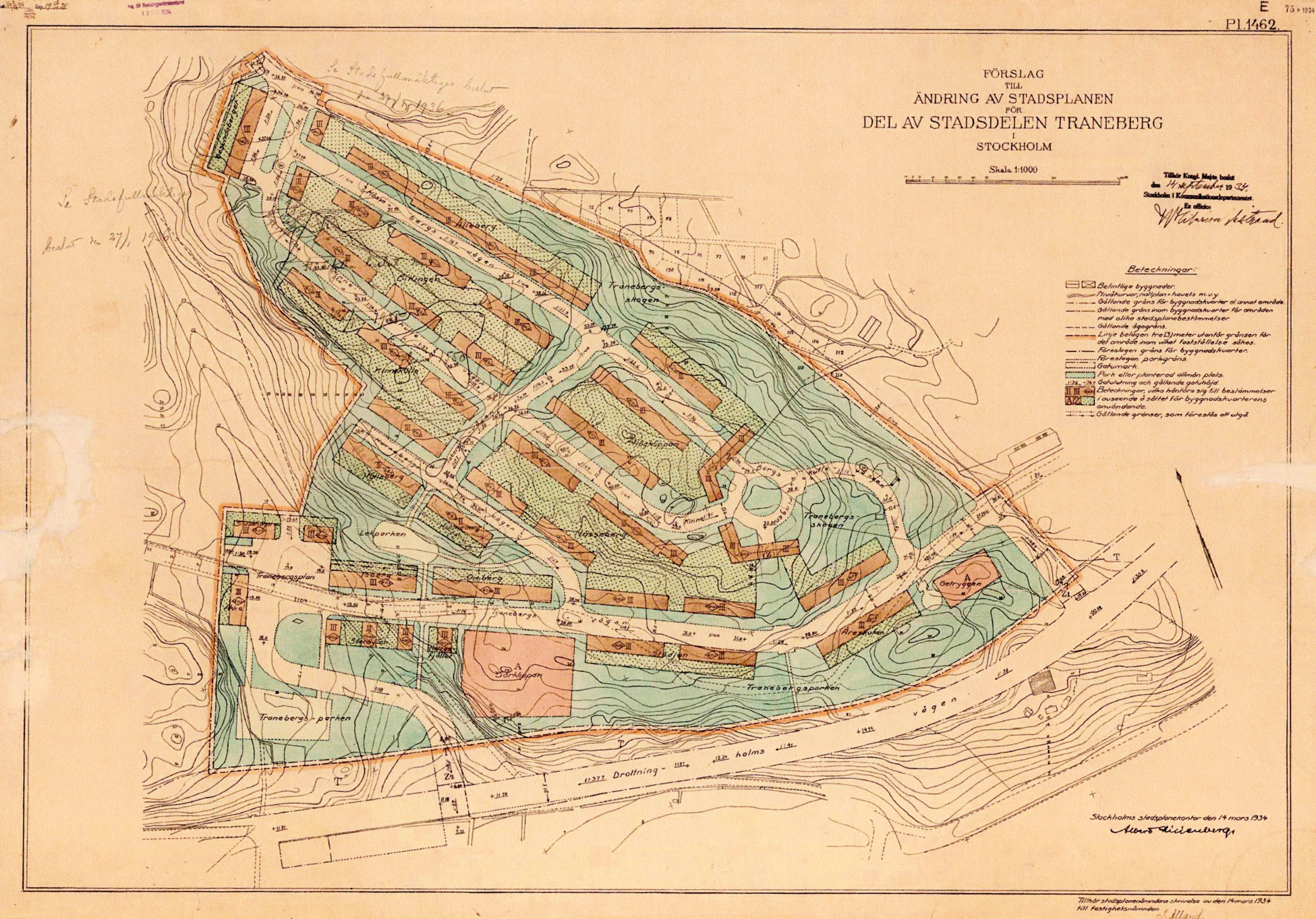
Stadsplan 1934 för del av Traneberg i Stockholm.
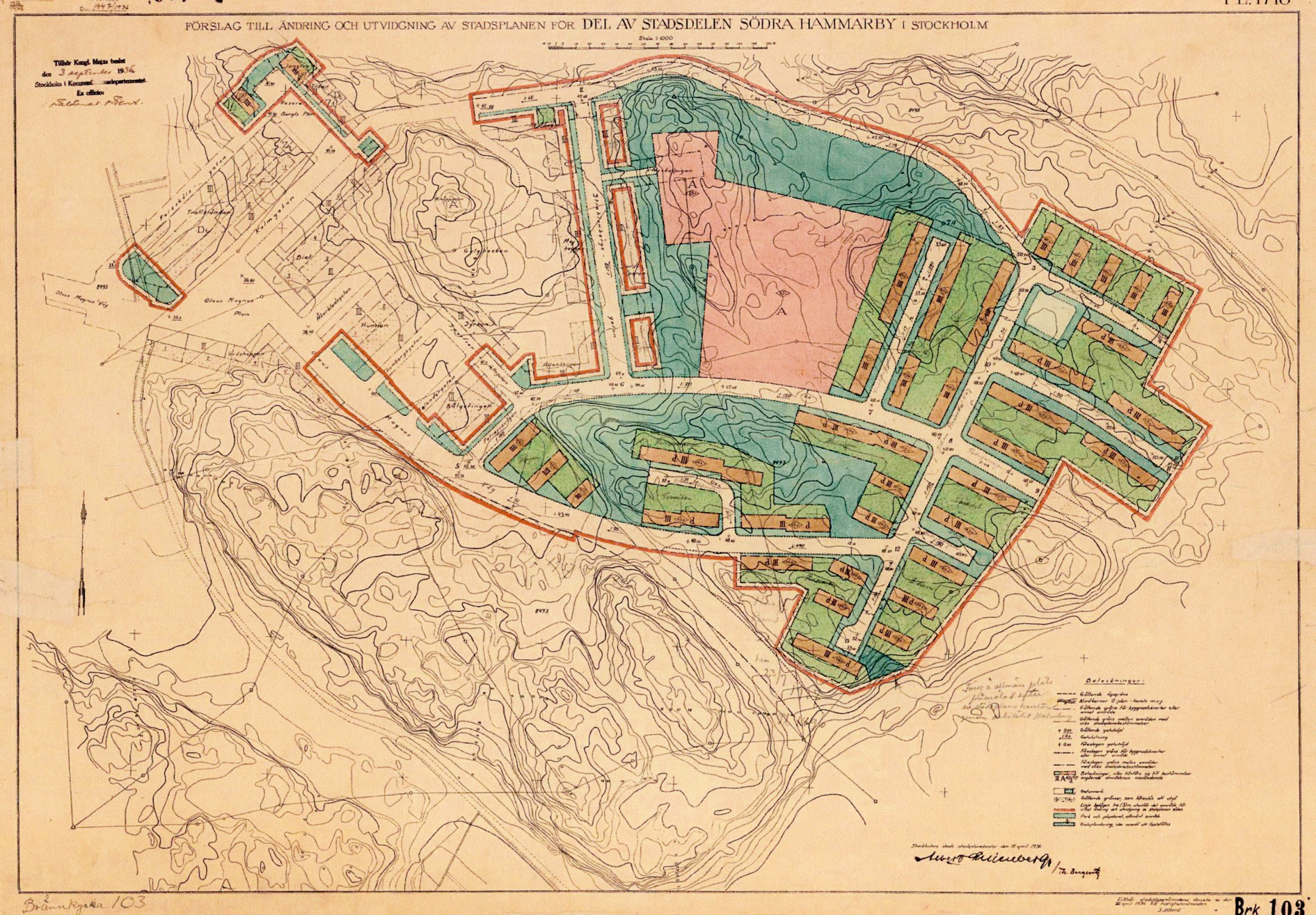
Stadsplan 1936 för Södra Hammarby.
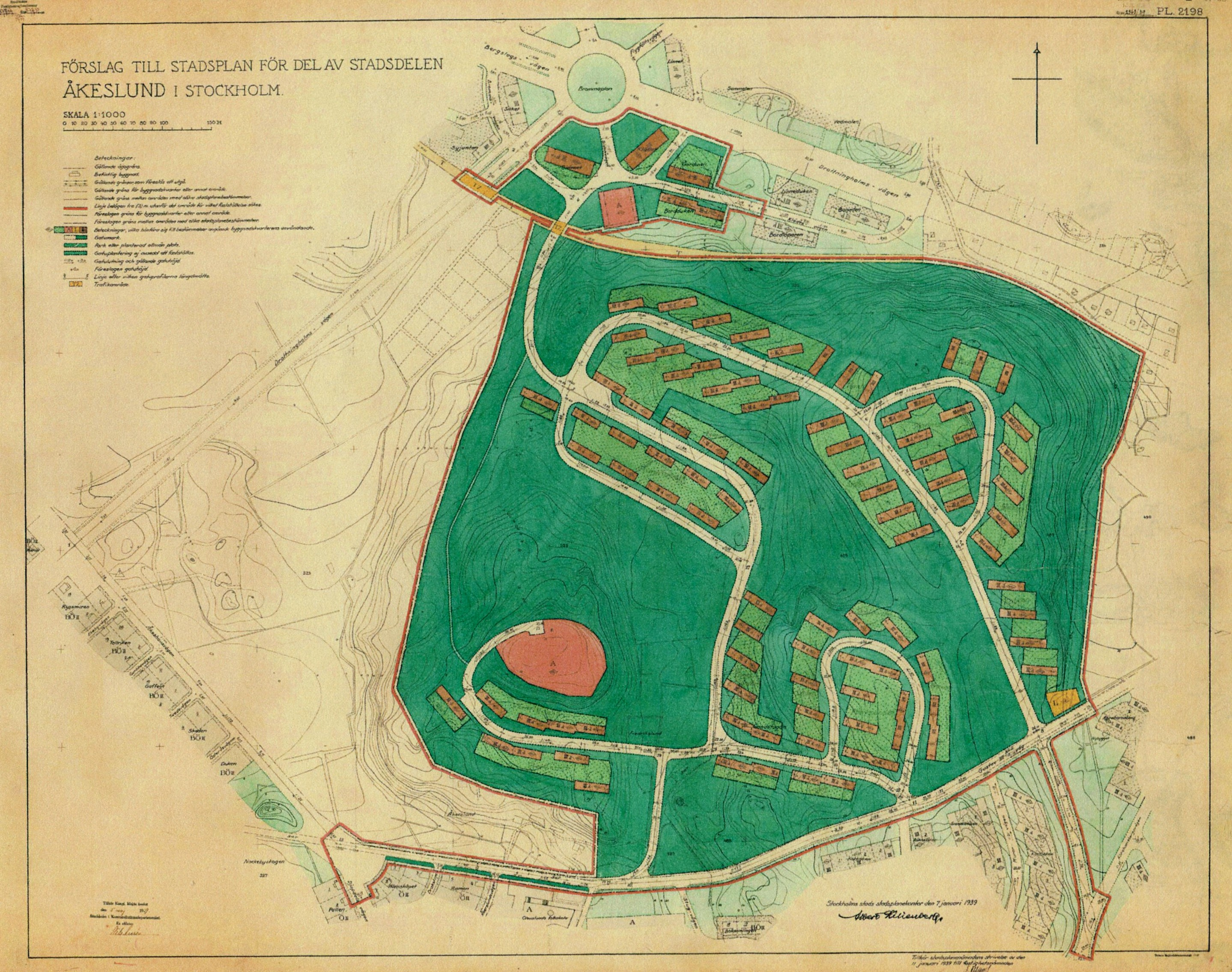
Förslag 1939 till stadsplan för stadsdelen Åkeslund i Stockholm.